# Brimstone
El Brimstone es un misil aire-superficie con capacidad antitanque y antipersonal desarrollado por la compañía MBDA. Es un desarrollo del misil AGM-114 Hellfire, pero con especificaciones concretas de la Royal Air Force británica. Originalmente estaba destinado a un uso de "disparar y olvidar" contra formaciones masivas de blindados enemigos, utilizando un buscador de radar activo de onda milimétrica (mmW) para garantizar la precisión incluso contra objetivos en movimiento. La experiencia en Afganistán condujo a la adición de guía láser en el misil Brimstone de modo dual, lo que permite a un "observador" seleccionar objetivos específicos y de máxima prioridad, lo que es particularmente útil para minimizar los daños colaterales cuando fuerzas amigas o civiles se encuentran en el área. La ojiva de carga hueca en tándem es mucho más efectiva contra tanques modernos que armas similares más antiguas, como el misil AGM-65 Maverick. Se transportan tres Brimstones en un lanzador que ocupa una única estación de armas, lo que permite que un solo avión transporte muchos misiles.
Después de un prolongado programa de desarrollo, el Brimstone monomodo o "milimétrico" entró en servicio con los aviones Tornado de la RAF en 2005, y la variante de modo dual en 2008. Esta última se utilizó ampliamente en Afganistán y en Libia. Se esperaba que un Brimstone 2 mejorado entrara en servicio en octubre de 2012, pero los problemas con la nueva ojiva de TDW y el motor del cohete ROXEL retrasaron la fecha prevista hasta noviembre de 2015. MBDA está estudiando el uso de Brimstone en barcos, ataque helicópteros, vehículos aéreos no tripulados y lanzadores de superficie. Sin embargo, no se integrará en el Lockheed Martin F-35 Lightning II. Alemania, Catar y Arabia Saudita han comprado el misil. El coste por misil se ha cotizado en 175.000 libras esterlinas cada uno en 2015, o "más de 100.000 libras esterlinas".

## Características

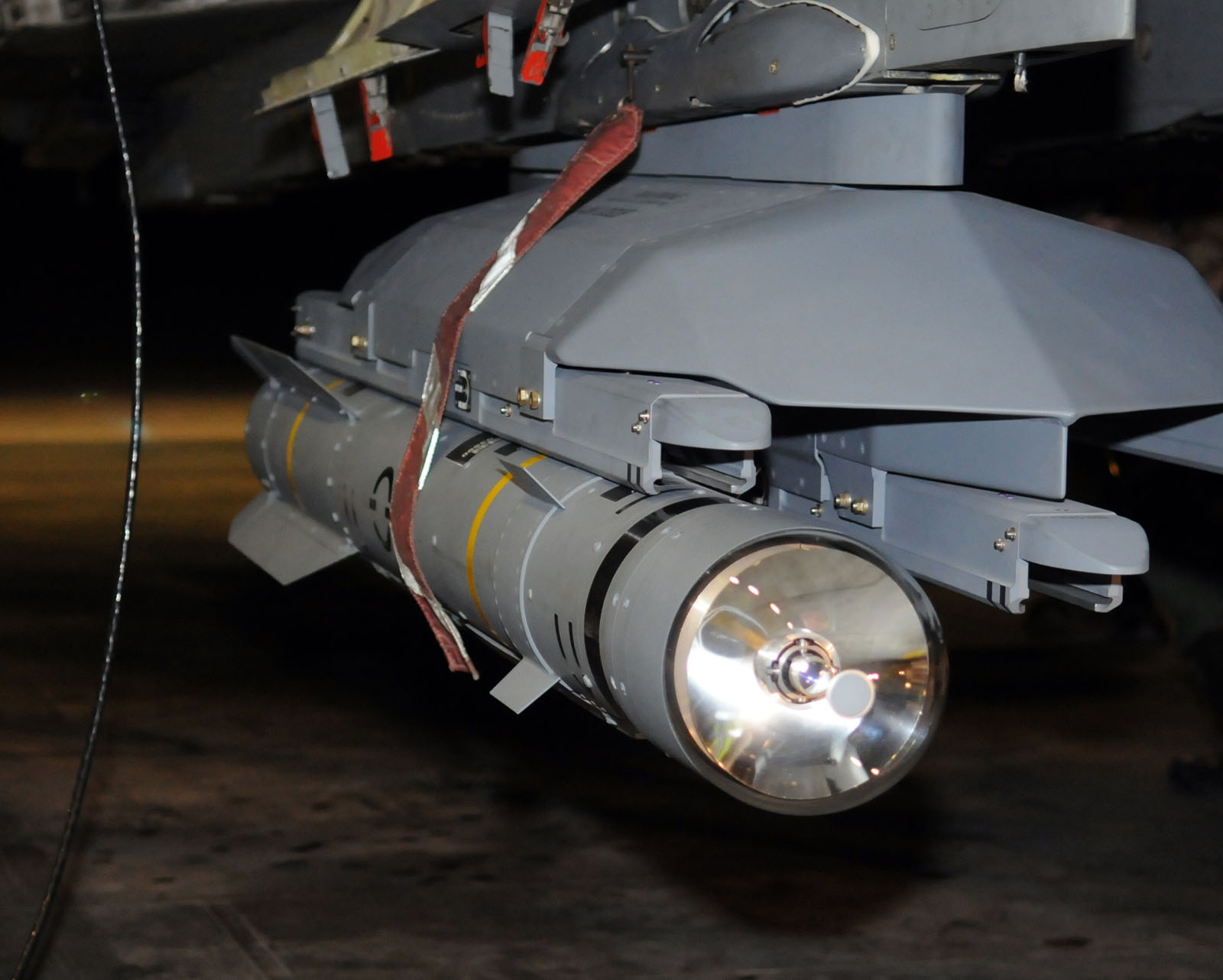
Brimstone en un Tornado GR4

Tiene un radio de alcance de 12 km, está provisto de un motor capaz de alcanzar velocidades superiores a Mach 1,3, y pueden portarlo diferentes aviones:
- Eurofighter Typhoon
- Panavia Tornado
- AV-8 Harrier II

Pesa aproximadamente 48,5 kg, tiene una envergadura de 0,3 m, y 0,178 m de diámetro. Es de los denominados misiles de «dispara y olvida», ya que se programa antes de ser disparado; una vez programado, ya no puede ser controlado; sólo puede cambiarse el objetivo o bien autodestruirse.

## Usuarios
Reino Unido: Royal Air Force
 Ucrania

## __LEAD_SECTION__
Brimstone también se puede referir a:
- Un nombre alternativo para el azufre
- Fuego y brimstone (Azufre), una expresión de las señales de la ira de Dios en la Biblia, o un estilo de predicación cristiana que utiliza descripciones vívidas del juicio y la condenación eterna para alentar el arrepentimiento.